# 2058
Năm 2058. Trong lịch Gregory, nó sẽ là năm thứ 2058 của Công nguyên hay của Anno Domini; năm thứ 58 của thiên niên kỷ 3 và của thế kỷ 21; và năm thứ chín của thập niên 2050.